# Aotus subglauca
Aotus subglauca är en ärtväxtart som beskrevs av Blakeley och Mckie. Aotus subglauca ingår i släktet Aotus och familjen ärtväxter. Inga underarter finns listade i Catalogue of Life.